# ディーン・アンナ
- ディーン・アナ

ディーン・ウィリアム・アンナ（Dean William Anna, 1986年11月24日 - ）は、アメリカ合衆国・イリノイ州ウィル郡モケナ出身のプロ野球選手（内野手）。右投左打。MLB・カンザスシティ・ロイヤルズ傘下所属。
「アナ」と表記されることもある。

## 経歴

### プロ入りとパドレス傘下時代
2008年のMLBドラフト26巡目（全体795位）でサンディエゴ・パドレスから指名され、プロ入り。この年は傘下のA-級ユージーン・エメラルズとルーキー級アリゾナリーグ・パドレスでプレー。A-級ユージーンでは30試合に出場し、打率.224・4本塁打・15打点・10盗塁だった。
2009年はA級フォートウェイン・ティンキャップスとA-級ユージーンでプレー。A級フォートウェインでは17試合に出場し、打率.200・5打点だった。
2010年はA級フォートウェインで80試合に出場し、打率.271・6本塁打・32打点・5盗塁だった。
2011年はA+級レイクエルシノア・ストームとAA級サンアントニオ・ミッションズでプレー。AA級サンアントニオでは70試合に出場し、打率.253・2本塁打・23打点・3盗塁だった。
2012年はAA級サンアントニオで129試合に出場し、打率.271・10本塁打・47打点・6盗塁だった。
2013年はAAA級ツーソン・パドレスに昇格。132試合に出場し、打率.331・9本塁打・73打点・3盗塁だった。

### ヤンキース時代
2013年11月20日にベン・パウルスとのトレードで、ニューヨーク・ヤンキースへ移籍した。
2014年4月4日のトロント・ブルージェイズ戦でメジャーデビュー。9番・遊撃手で先発起用され、4打数1安打1四球だった。4月19日のタンパベイ・レイズ戦では9番・遊撃として先発起用されたが、13点もの点差を付けられたため、リリーフ陣の疲労を考慮して、8回裏から投手として初登板した。1回を投げ、3安打2失点だった。4月24日にAAA級スクラントン・ウィルクスバリ・レイルライダースへ降格した。その後はメジャー昇格はなく、7月3日に戦力外となった。ヤンキースでは12試合に出場し、打率.136・1本塁打・3打点だった。

### パイレーツ傘下時代
2014年7月5日にウェーバーでピッツバーグ・パイレーツへ移籍した。しかし、メジャーへ昇格することなく8月3日に戦力外となった。8月7日にAAA級インディアナポリス・インディアンスへ降格した。AAA級インディアナポリスでは29試合に出場し、打率.235、1本塁打、7打点、1盗塁だった。オフの11月4日にFAとなった。

### カージナルス時代
2014年11月11日にセントルイス・カージナルスと1年契約を結んだ。
2015年、メジャーでは1試合・1打席のプレーに留まった。マイナーではAAA級のメンフィス・レッドバーズで125試合に出場し、打率.272、3本塁打、44打点、5盗塁という成績を記録。守備面では105試合で二塁手を守り、7失策・守備率.986という成績を残した。また、遊撃手も18試合で守り、こちらは3失策だった。
2016年も40人枠には入っていたが、メジャーの出場はなく9月4日に戦力外、7日に自由契約となった。

### ロイヤルズ傘下時代
2017年1月21日にカンザスシティ・ロイヤルズとマイナー契約を結んだ。

## 詳細情報

### 年度別打撃成績
| 年 度    | 球 団    | 試 合 | 打 席 | 打 数 | 得 点 | 安 打 | 二 塁 打 | 三 塁 打 | 本 塁 打 | 塁 打 | 打 点 | 盗 塁 | 盗 塁 死 | 犠 打 | 犠 飛 | 四 球 | 敬 遠 | 死 球 | 三 振 | 併 殺 打 | 打 率 | 出 塁 率 | 長 打 率 | O P S |
| -------- | -------- | ----- | ----- | ----- | ----- | ----- | -------- | -------- | -------- | ----- | ----- | ----- | -------- | ----- | ----- | ----- | ----- | ----- | ----- | -------- | ----- | -------- | -------- | ----- |
| 2014     | NYY      | 12    | 25    | 22    | 3     | 3     | 1        | 0        | 1        | 7     | 3     | 0     | 0        | 0     | 1     | 2     | 0     | 0     | 6     | 0        | .136  | .200     | .318     | .518  |
| 2015     | STL      | 1     | 1     | 1     | 0     | 0     | 0        | 0        | 0        | 0     | 0     | 0     | 0        | 0     | 0     | 0     | 0     | 0     | 0     | 0        | .000  | .000     | .000     | .000  |
| MLB：2年 | MLB：2年 | 13    | 26    | 23    | 3     | 3     | 1        | 0        | 1        | 7     | 3     | 0     | 0        | 0     | 1     | 2     | 0     | 0     | 6     | 0        | .130  | .192     | .304     | .497  |

- 2018年度シーズン終了時

### 年度別守備成績
| 年 度 | 球 団 | 二塁（2B） | 二塁（2B） | 二塁（2B） | 二塁（2B） | 二塁（2B） | 二塁（2B） | 遊撃（SS） | 遊撃（SS） | 遊撃（SS） | 遊撃（SS） | 遊撃（SS） | 遊撃（SS） | 投手（P） | 投手（P） | 投手（P） | 投手（P） | 投手（P） | 投手（P） |
| 年 度 | 球 団 | 試 合      | 刺 殺      | 補 殺      | 失 策      | 併 殺      | 守 備 率   | 試 合      | 刺 殺      | 補 殺      | 失 策      | 併 殺      | 守 備 率   | 試 合     | 刺 殺     | 補 殺     | 失 策     | 併 殺     | 守 備 率  |
| ----- | ----- | ---------- | ---------- | ---------- | ---------- | ---------- | ---------- | ---------- | ---------- | ---------- | ---------- | ---------- | ---------- | --------- | --------- | --------- | --------- | --------- | --------- |
| 2014  | NYY   | 3          | 1          | 5          | 0          | 0          | 1.000      | 9          | 4          | 14         | 1          | 1          | .947       | 1         | 0         | 0         | 0         | 0         | .---      |
| 通算  | 通算  | 3          | 1          | 5          | 0          | 0          | 1.000      | 9          | 4          | 14         | 1          | 1          | .947       | 1         | 0         | 0         | 0         | 0         | .---      |

- 2018年度シーズン終了時

### 背番号
- 45（2014年）
- 65（2015年）